# Marcel Engels
Marcel Engels (* 19. Februar 1994 in Hardheim) ist ein ehemaliger deutscher Handballspieler.

## Karriere
Engels erlernte das Handballspielen beim TV Hardheim. Ab der C-Jugend spielte er für die Rhein-Neckar Löwen. Als A-Jugendlicher wechselte Engels zur SG Leutershausen, mit dessen Herrenmannschaft er in der 2. Bundesliga auflief. Später wechselte der Rückraumspieler zum Schweizer Erstligisten TSV St. Otmar St. Gallen, mit dem er in der Saison 2015/16 am EHF-Pokal teilnahm. Nachdem Engels anschließend für den deutschen Zweitligisten HG Saarlouis gespielt hatte, schloss er sich im Sommer 2018 dem TV Großwallstadt an. Nach der Saison 2019/20 beendete er seine Karriere als Profihandballspieler.
Engels gewann bei der U-20-Europameisterschaft 2014 die Goldmedaille. Im Finale erzielte er fünf Treffer. Weiterhin gewann er bei der U-18-Europameisterschaft 2012 die Goldmedaille sowie bei der U-19-Weltmeisterschaft 2013 die Bronzemedaille.

## Statistik
| Saison  | Liga                     | Verein                   | Spiele | Tore | 7-Meter | Feldtore |
| ------- | ------------------------ | ------------------------ | ------ | ---- | ------- | -------- |
| 2012/14 | 2. Handball-Bundesliga   | SG Leutershausen         | n/a    | n/a  | n/a     | n/a      |
| 2014/16 | Nationalliga A           | TSV St. Otmar St. Gallen | n/a    | n/a  | n/a     | n/a      |
| 2016/18 | 2. Handball - Bundesliga | HG Saarlouis             | 59     | 151  | 0       | 151      |
| 2018/19 | 2. Handball - Bundesliga | TV Großwallstadt         | 38     | 113  | 0       | 113      |
| 2019/20 | 3. Handball-Liga         | TV Großwallstadt         | 25     | 80   | 0       | 80       |
| 2012–20 | alle                     | gesamt                   | 122    | 344  | 0       | 344      |